# Brevizacla speranda
Brevizacla speranda är en insektsart som beskrevs av Andrej Vasiljevitj Gorochov 2006. Brevizacla speranda ingår i släktet Brevizacla och familjen syrsor. Inga underarter finns listade i Catalogue of Life.